# Austin Reaves
Austin Tyler Reaves (n. 29 mai 1998, Newark⁠(d), Arkansas, SUA) este un jucător profesionist american de baschet pentru Los Angeles Lakers ai Asociației Naționale de Baschet (NBA). A jucat baschet la colegiu pentru Wichita State Shockers și Oklahoma Sooners. S-a alăturat echipei Lakers ca agent liber nerecrutat.

## Cariera de liceu
Reaves a urmat liceul Cedar Ridge din Newark, Arkansas. El a câștigat consecutiv titluri de stat clasa 2A în primii doi ani. Reaves a marcat 73 de puncte într-o victorie triplă în prelungiri împotriva Liceului Forrest City. Ca senior, a obținut o medie de 32,5 puncte, 8,8 recuperări și 5,1 pase decisive pe meci, conducând echipa sa la un titlu de stat clasa 3A. Reaves a fost numit MVP al turneului de stat după ce a înregistrat o medie de 43,3 puncte în patru jocuri. A fost de două ori selecționat în clasa 3A pentru toate statele. Pe 20 ianuarie 2016, s-a angajat să joace baschet la colegiu pentru statul Wichita, în urma ofertelor din statul Dakota de Sud și statul Arkansas.

## Cariera universitară

### Statul Wichita
Intră în sezonul său de boboc la Wichita State, Reaves a fost operat pentru a repara un labrum rupt la umărul stâng. El a jucat prin accidentare încă din primul an de liceu. Ca boboc, a înregistrat o medie de 4,1 puncte pe joc într-un rol de rezervă. După sezon, Reaves a suferit o intervenție chirurgicală pentru a repara un labrum rupt la umărul drept, care s-a luxat de trei ori în timpul carierei sale universitare, făcându-l să rateze meciurile. Pe 28 ianuarie 2018, el a înregistrat un record în sezonul doi, 23 de puncte și patru pase decisive într-o victorie cu 90-71 în fața Tulsa. Reaves a făcut șapte triple în prima repriză, cele mai multe dintr-o jumătate din istoria programului. Ca student în doi ani, a înregistrat o medie de 8,1 puncte și 3,1 recuperări pe meci, împușcând 42,5 la sută de la intervalul de trei puncte.

### Oklahoma
După al doilea sezon, Reaves s-a transferat în Oklahoma și a renunțat în sezonul următor din cauza regulilor de transfer NCAA. În timpul anului său de cămăși roșie, s -a antrenat cu greutăți și s-a îngrășat 20 lbs (9,1 kg). Pe 7 martie 2020, Reaves a înregistrat un record în carieră de 41 de puncte, șase pase decisive și cinci recuperări într-o victorie cu 78-76 în fața TCU. El a condus o revenire cu 19 puncte în a doua repriză și a făcut șutul câștigător cu 0,5 secunde rămase. În calitate de junior cu tricoul roșu, Reaves a înregistrat o medie de 14,7 puncte, 5,3 recuperări și trei pase decisive pe meci și a fost numit în echipa Big 12 All-Newcomer. Pe 6 decembrie, el a înregistrat un record de 32 de puncte, nouă pase decisive și șase recuperări într-o victorie cu 82–78 împotriva TCU. În runda a doua a turneului NCAA, Reaves a marcat 27 de puncte într-o înfrângere cu 87–71 în fața primului cap de serie Gonzaga. Ca senior, a obținut o medie de 18,4 puncte, 5,5 recuperări și 4,6 pase decisive pe meci, câștigând 12 onoruri pentru Prima Echipă All-Big. Pe 31 martie, Reaves a declarat pentru draftul NBA 2021, renunțând la eligibilitatea rămasă la facultate.

## Cariera profesionala

### Los Angeles Lakers (2021-prezent)
După ce nu a fost reprezentat în draftul NBA din 2021, Reaves a semnat un contract cu Los Angeles Lakers pe 3 august 2021. Pe 27 septembrie, el a fost semnat cu un contract standard NBA. Pe 22 octombrie, Reaves și-a făcut debutul în NBA, înscriind opt puncte de pe bancă într-o înfrângere cu 115-105 în fața Phoenix Suns. Pe 15 decembrie, el a marcat 15 puncte, la 5 din 6 lovituri de la trei, a luat 7 recuperări și a lovit un punct de trei puncte câștigător într-o victorie cu 107-104 în fața Dallas Mavericks.
Pe 19 martie 2023, Reaves a marcat 35 de puncte, cel mai mare nivel al carierei, cu șase recuperări și șase pase decisive de pe bancă, într-o victorie cu 111-105 împotriva Orlando Magic, în care a marcat ultimele 10 puncte pentru Lakers. În martie 2023, Reaves a semnat un contract de încălțăminte cu marca chinezească de îmbrăcăminte sport Rigorer, ai cărei pantofi i-a purtat în sezonul 2022-2023. Primul pantof numit „AR1” va fi lansat în mai 2023.
În timpul ultimului meci al sezonului echipei Lakers pe data de 10 aprilie 2022, într-o victorie cu scorul de 146-141 în prelungiri împotriva echipei Denver Nuggets, Reaves a înregistrat primul triple-double al carierei sale și a stabilit noi recorduri personale în puncte, recuperări și pase decisive, cu 31 de puncte, 16 recuperări și 10 pase decisive în 42 de minute. Pe data de 16 aprilie 2023, în Jocul 1 al Seriei de primă rundă a playoff-ului împotriva echipei Memphis Grizzlies, primul meci de playoff al carierei sale în NBA, el a înscris 23 de puncte într-o victorie cu scorul de 128-112. A egalat acea performanță în Jocul 4 al aceleiași serii, conducând Lakers în punctaj într-o victorie cu scorul de 117-111 în prelungiri.

## Statistica carierei
Format:NBA player statistics legend

### NBA

#### Sezon regulat
Format:NBA player statistics start
|-
| style="text-align:left;"| Format:Nbay
| style="text-align:left;"| L.A. Lakers⁠(d)
| 61 || 19 || 23.2 || .459 || .317 || .839 || 3.2 || 1.8 || .5 || .3 || 7.3 
|-
| style="text-align:left;"| Format:Nbay
| style="text-align:left;"| L.A. Lakers⁠(d)
| 64 || 22 || 28.8 || .519 || .383 || .864 || 3.0 || 3.4 || .5 || .3|| 13.0 
|-
|- class="sortbottom"
| style="text-align:center;" colspan="2"| Career
| 125 || 41 || 26.1 || .501 || .363 || .856 || 3.1 || 2.6 || .5 || .3 || 10.2
|}

#### Play-in
Format:NBA player statistics start
|-
| style="text-align:left;"| 2023⁠(d)
| style="text-align:left;"| L.A. Lakers⁠(d)
| 1 || 1 || 39.4 || .308 || .200 || 1.000 || 6.0 || 3.0 || .0 || .0 || 12.0
|- class="sortbottom"
| style="text-align:center;" colspan=2| Career
| 1 || 1 || 39.4 || .308 || .200 || 1.000 || 6.0 || 3.0 || .0 || .0 || 12.0
|}

### Colegiu
Format:NBA player statistics start
|-
| style="text-align:left;"| 2016–17⁠(d)
| style="text-align:left;"| Wichita State⁠(d)
| 33 || 0 || 11.8 || .448 || .509 || .757 || 1.8 || 1.1 || .4 || .3 || 4.1
|-
| style="text-align:left;"| 2017–18⁠(d)
| style="text-align:left;"| Wichita State⁠(d)
| 33 || 11 || 21.5 || .450 || .425 || .827 || 3.1 || 2.0 || .5 || .2 || 8.1
|-
| style="text-align:left;"| 2018–19⁠(d)
| style="text-align:left;"| Oklahoma⁠(d)
| style="text-align:center;" colspan="11"|  Redshirt⁠(d)
|-
| style="text-align:left;"| 2019–20⁠(d)
| style="text-align:left;"| Oklahoma⁠(d)
| 31 || 31 || 33.2 || .381 || .259 || .848 || 5.3 || 3.0 || 1.0 || .3 || 14.7
|-
| style="text-align:left;"| 2020–21⁠(d)
| style="text-align:left;"| Oklahoma⁠(d)
| 25 || 25 || 34.5 || .443 || .305 || .865 || 5.5 || 4.6 || .9 || .3 || 18.3
|- class="sortbottom"
| style="text-align:center;" colspan="2"| Career
| 122 || 67 || 24.5 || .421 || .347 || .844 || 3.8 || 2.6 || .7 || .3 || 10.8
|}

## Viata personala
Reaves grew up a Los Angeles Lakers fan.
Reaves este fiul lui Nicole Wilkett și Brian Reaves. Ambii părinți au jucat baschet la facultate pentru statul Arkansas. Mama lui a obținut o medie de 21,3 puncte pe meci și a câștigat onoruri în toate conferințele ca senior, în timp ce tatăl său s-a clasat pe locul trei în istoria programului cu 384 de asistă în carieră. Fratele lui Reaves, Spencer, a jucat baschet la colegiu pentru North Greenville și Central Missouri înainte de a începe o carieră profesională. Reaves îl merită pe fratele său pentru că i-a stârnit interesul pentru baschet.
Bunica lui Reaves este germană, ceea ce i-a permis să obțină un pașaport german în 2022. El și-a exprimat interesul pentru a juca pentru echipa națională a Germaniei.